# カミラ (小惑星)
カミラ (107 Camilla) は、小惑星帯に位置する比較的大きな小惑星の一つで、キュベレー族の仲間である。炭素化合物からなる、大変暗い表面を持つ。
イギリスの天文学者、ノーマン・ポグソンによりインドのマドラスで発見された。ローマ神話に出てくるヴォルスキ人の女王カミラから命名された。
光度曲線の分析により、カミラの極は10°の誤差範囲で黄道座標 (β, λ) = (+51°, 72°) の位置にあり、軸は29°傾いていることが分かった。

## 衛星
2001年3月1日、ハッブル宇宙望遠鏡を使った観測で、G. ガフリーらによりカミラの衛星が発見された。S/2001 (107) 1という仮符号が与えられたが、正式な名前はまだ決まっていない。
2005年に行われた、アタカマ砂漠にあるヨーロッパ南天天文台の超大型望遠鏡VLTを用いた観測で、その軌道が明らかになった。カミラの正確な自転軸は分かっていないが、軌道傾斜角は10度以下であるという人もいる。
衛星の半径は9km程度と推定され、カミラと同程度の密度を持つと考えられるため、質量は1.5 ×1015 kg程度であると見積もられている。